# Ahrentsklint

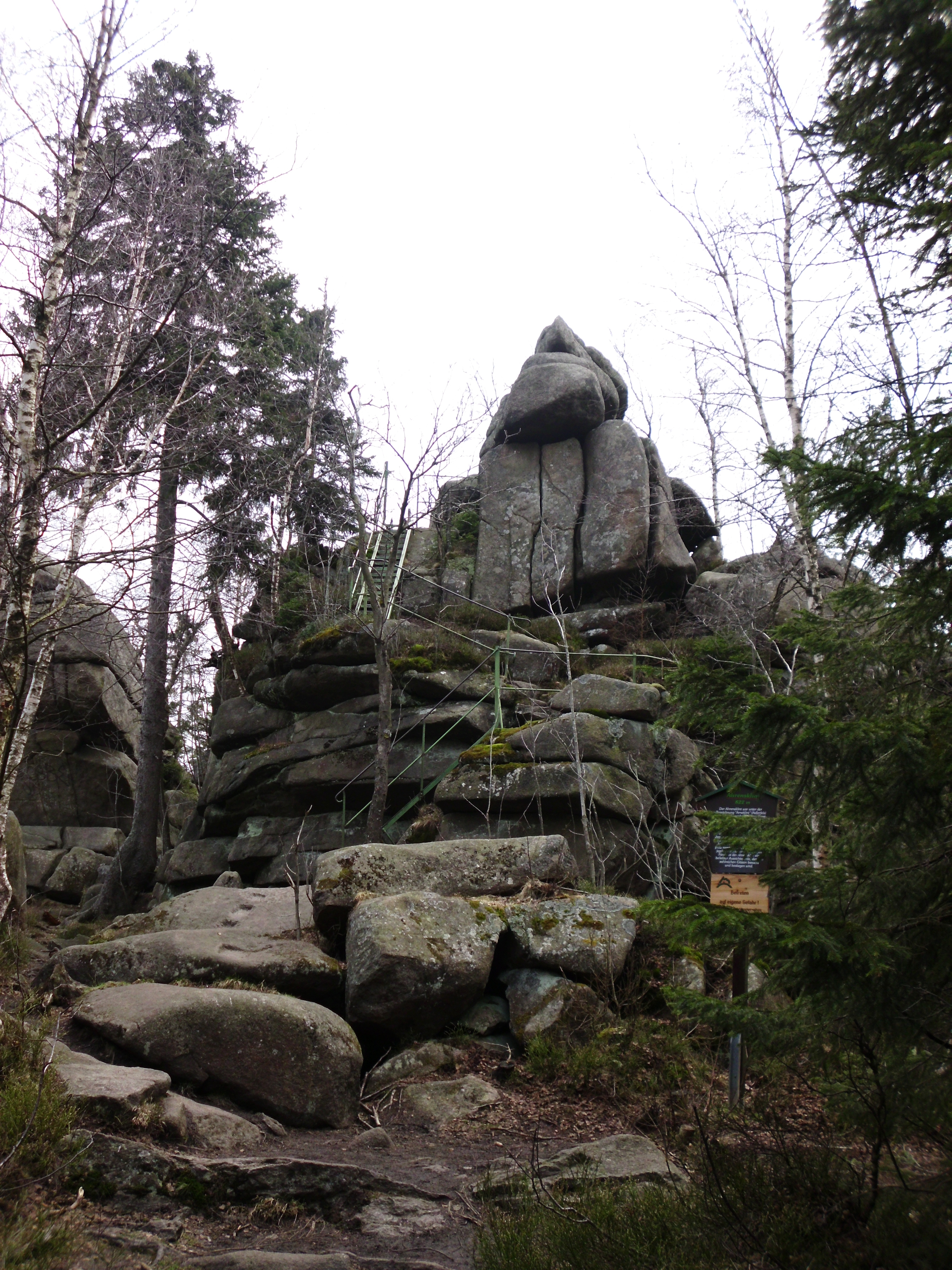
Ahrentsklint

Der Ahrentsklint oder Ahrensklint (auch Ahren(t)sklintklippe genannt) im Harz ist eine 822,4 m ü. NN hohe Granit-Felsformation am Erdbeerkopf im Landkreis Harz in Sachsen-Anhalt.

## Geographische Lage
Der Ahrentsklint liegt im Oberharz (Hochharz) innerhalb des Naturparks Harz/Sachsen-Anhalt im Nationalpark Harz. Er befindet sich nördlich von Schierke (zu Wernigerode) etwa 800 m westlich des Erdbeerkopfs (847,7 m ü. NN) auf der Südwestflanke des Hohnekamms (900,6 m ü. NN). Südwestlich vorbei an der Bergflanke fließt – jenseits der auf dem Berghang verlaufenden Brockenbahn (mit nahem Bahnhof Schierke) – durch Schierke die Kalte Bode.

## Geschichte
„Der Ahrentsklint war unter der Bezeichnung "Arneklint" (Adlerfels) die älteste Bezeichnung eines Forstortes im Schierker Gebiet. Vor 1411 gehörte er der Wernigeröder Bürgergemeinde. Am 28. Januar 1411 tauschte der Graf zu Stolberg Wernigerode den Forstort aus, um sein Wald- und Jagdgebiet abzurunden. Von da an zählte der Ahrenstklint zum gräflichen Forst und wurde Schauplatz repräsentativer Gesellschaftsjagden der feudalen Harzgrafen. …“

## Wandern und Aussichtsmöglichkeit
Der Ahrentsklint ist nur auf Waldwegen zu erreichen. Vorbei an der Felsformation verläuft der Glashüttenweg. Hinauf führen einige Eisenleitern. Von der höchsten Stelle fällt der Blick unter anderem zum Brocken, zum Hohnekamm mit den Leisten- und Grenzklippen, zum Erdbeerkopf, zum Wurmberg und auf das nahe Schierke. Etwa 2 km weiter östlich, in Richtung Drei Annen Hohne, liegt jenseits des Erdbeerkopfs ebenfalls am Glashüttenweg der Trudenstein.
Der Ahrentsklint ist als Nr. 13 in das System der Stempelstellen der Harzer Wandernadel einbezogen.